# Títulos reales y nobiliarios de España
De acuerdo con la Guía Oficial de Grandezas y Títulos del Reino, con fecha del 17 de julio de 2025 había en España 2698 títulos nobiliarios en posesión de 2210 personas (representadas por la Diputación Permanente y Consejo de la Grandeza de España y Títulos del Reino). De estos, 392 poseen la distinción de grande de España. Solo entre diez de las mayores casas ducales (Alba, Alburquerque, Fernán Núñez, Infantado, Borbón, Medinaceli, Medina Sidonia, Osuna, Peñaranda, Villahermosa) suman unos 200 títulos.

## Reconocimiento internacional
Debido a la posición de la Diputación Permanente y Consejo de la Grandeza y Títulos del Reino de solamente reconocer títulos extranjeros en cuanto tal si «...la sucesión en estos títulos solo deben reflejarse cuando se han poseído por personas a quienes han reconocido la sucesión reyes efectivamente reinantes, pero no pretendientes ni titulares en el exilio de reinos desaparecidos», particularmente en «...el caso de títulos del extinto Reino de las Dos Sicilias, tal reino ya no existe y los pretendientes a él no son monarcas efectivamente reinantes», y a las consecuentes divisiones internas en su seno, España no cuenta con representación oficial en la organización coordinadora de la nobleza europea CILANE.

## Nobles en la actualidad

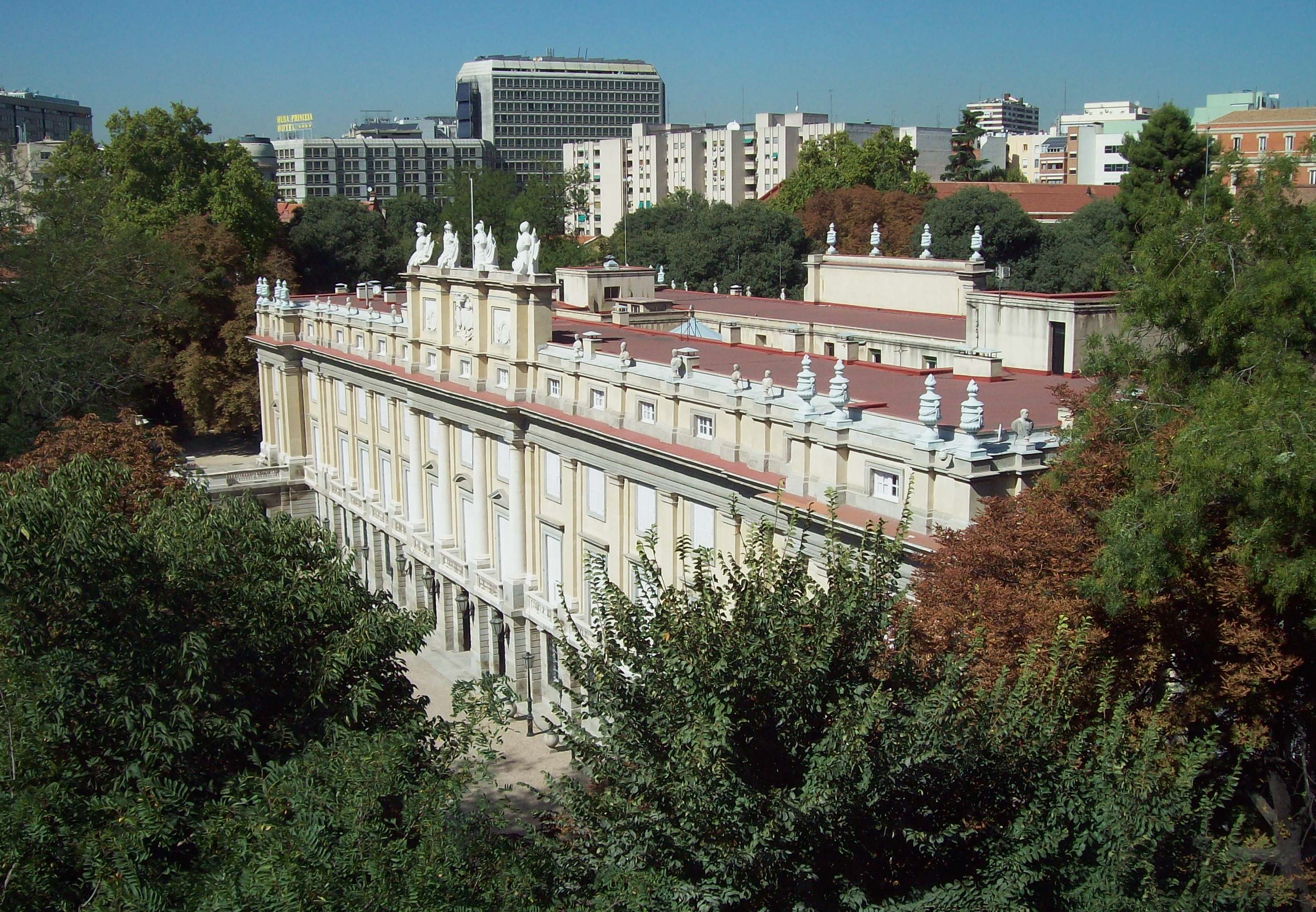
El Palacio de Liria en Madrid, casa del duque de Alba y su familia.

En 2025 había 2210 nobles titulados en España y casi 400 grandes de España, con cerca de 2700 títulos nobiliarios activos. Algunos nobles poseen más de un título nobiliario. Muchos nobles están presentes en el mundo de negocios, las finanzas y la tecnología, algunos con puestos de liderazgo en empresas del Ibex 35 como Amadeus, Banco Santander, CaixaBank, Inditex, Mapfre, etcétera. Algunos ejemplos son Esther Alcocer Koplowitz, marquesa de Casa Peñalver, presidenta de FCC, y Alfonso Martínez de Irujo y Fitz-James Stuart, duque de Híjar y conde de Aranda, presidente de IE Law School. Otros nobles están presentes en consejos de administración y direcciones de una gran variedad de empresas y fundaciones.

## Situación legal
En la España de hoy, la posesión de un título de nobleza no supone ningún privilegio legal ni fiscal. La posesión de títulos nobiliarios está sometida al pago de su impuesto correspondiente. Es una distinción de carácter meramente honorífico y simbólico, acompañada del tratamiento de excelentísimos señores para aquellos títulos que poseen la dignidad de grandes de España y de ilustrísimos señores para los demás. El último privilegio, suprimido en 1984 mediante el Real Decreto 1023/1984, fue el derecho a pasaporte diplomático por parte de los grandes de España. Los títulos sin grandeza de España nunca gozaron de este privilegio.
Los títulos nobiliarios se abolieron en la Segunda República Española mediante el artículo 25 de la Constitución de 1931. En 1947, con la promulgación de la Ley de Sucesión en la Jefatura del Estado, en la que se establecía que España era un Reino, el general Francisco Franco se atribuyó, como regente de facto, el derecho de reconocer y conceder títulos nobiliarios.
En la actualidad, los títulos nobiliarios encuentran su encuadre legal en el artículo 62, apartado f, de la Constitución Española de 1978, que regula la prerrogativa del rey a conceder honores y distinciones con arreglo a las leyes.
Los consortes legales de quienes tienen dignidades nobiliarias y los cónyuges viudos mientras permanezcan en ese estado, disfrutan del mismo tratamiento que sus cónyuges.
La legislación española reconoce los títulos nobiliarios y protege a sus poseedores legales frente a terceros. Los títulos nobiliarios españoles no son en ningún caso susceptibles de compra ni de venta, ya que su sucesión se encuentra estrictamente reservada a los parientes consanguíneos de mejor derecho del primer poseedor del título. Tramita las sucesiones el Ministerio de Justicia y su uso está sometido a su impuesto.

## Impuestos
Ejercer el derecho a utilizar oficialmente un título nobiliario en España se considera un hecho imponible y como tal conlleva el pago, en la modalidad de Actos Jurídicos Documentados, del Impuesto sobre Transmisiones Patrimoniales y Actos Jurídicos Documentados. La cantidad a ingresar en el erario dependerá del tipo de título y si al mismo va unida grandeza de España. En 2023 era la siguiente.
| Hecho imponible              | Transmisiones directas | Transmisiones transversales | Rehabilitaciones y reconocimiento de títulos extranjeros |
| ---------------------------- | ---------------------- | --------------------------- | -------------------------------------------------------- |
| Por cada título con grandeza | 2.922,00 €             | 7.325,00 €                  | 17.561,00 €                                              |
| Por cada grandeza sin título | 2.089,00 €             | 5.237,00 €                  | 12.539,00 €                                              |
| Por cada título sin grandeza | 833,00 €               | 2.089,00 €                  | 5.027,00 €                                               |

## Regulación
- Real Decreto de 27 de mayo de 1912, en materia de sucesión y rehabilitación de Títulos Nobiliarios.[6]
- Real Orden de 29 de mayo de 1915 sobre Caducidad de Títulos.
- Real Decreto de 8 de julio de 1922, en materia de rehabilitación de Grandezas y Títulos.[7]
- Real Orden de 21 de octubre de 1922 con las disposiciones para el cumplimiento de lo prevenido en el Real Decreto de Alfonso XIII de 8 de julio de 1922.[8]
- Real Orden de 26 de octubre de 1922 sobre Sucesores de títulos extranjeros; expedientes.
- Real Decreto de 13 de noviembre de 1922 sobre Pleitos acerca de la posesión o mejor derecho a Grandezas y Títulos.
- Ley de 4 de mayo de 1948 sobre Concesiones que restablece la legislación anterior.
- Decreto de 4 de junio de 1948 que desarrolla la Ley de 4 de mayo de 1948,[9] con la equiparación de los títulos concedidos por los pretendientes carlistas a los títulos del Reino.
- Real Decreto 222/1988 de 11 de marzo de 1988, por el que se modifican los Reales Decretos de 27 de mayo de 1912 y 8 de julio de 1922, en materia de rehabilitación de Títulos Nobiliarios;[10] a partir de este Real Decreto, y retroactivamente, los títulos solamente pueden ser reclamados por el principal heredero durante los primeros cinco años después de la muerte del último titular, después del que pueden ser rehabilitados entre cinco y cuarenta años después de la muerte del último titular por cualquier pariente hasta el sexto grado civil; después de cuarenta años sin titular, el título queda caducado.
- Ley 33/2006 de 30 de octubre de 2006, sobre igualdad del hombre y la mujer en el orden de sucesión de los títulos nobiliarios; históricamente, tal como establecía el Código de las Siete Partidas de Alfonso X de Castilla el Sabio, en el siglo XIII, y basado en la tradición consuetudinaria, existía precedencia masculina a la hora de suceder en un título nobiliario pero estaba permitida la sucesión a las mujeres, a causa de la gran mortalidad de hombres en combate y por la necesidad de transmitir la sucesión por vía femenina; no obstante, el 18 de octubre de 2005, el Congreso de los Diputados aprobó por unanimidad tramitar de una nueva ley que garantizara la igualdad de hombres y mujeres en la sucesión de los títulos nobiliarios (dicha ley no es aplicable a la sucesión a la Corona); tras la aprobación por unanimidad por las Cortes Generales de la Ley 33/2006, de 30 de octubre, sobre igualdad del hombre y la mujer en el orden de sucesión, los títulos han pasado a ser heredados por el primogénito independientemente de su sexo.[11]

En el ámbito fiscal se regula en la ley del impuesto de transmisiones patrimoniales y actos jurídicos documentados.

### Contenido jurídico
El contenido jurídico de los títulos nobiliarios se agota en el derecho a adquirirlos, usarlos y protegerlos frente a terceros y no son expresivos de una clase social ni tienen contenido económico, como afirma el Tribunal Constitucional en sentencia de 24 de mayo de 1982.

### Naturaleza jurídica
Tienen una doble naturaleza: son distinciones cuasihonoríficas respecto de los méritos por los que se concedió y también expresan una relación de filiación con el primer titular y, en este último sentido, comparten cierta naturaleza jurídica con el apellido. 

### Concesión
Los títulos nobiliarios son otorgados por el rey, quien también sanciona cada una de las sucesiones en los mismos.
Según el artículo 2 del Real Decreto de 27 de mayo de 1912, la concesión, para premiar servicios extraordinarios hechos a la Nación o a la Monarquía, de una grandeza de España o de un título (de Castilla) puede ser por acuerdo del Consejo de Ministros o mediante presentación de un expediente de méritos, oído el informe de la Diputación Permanente y Consejo de la Grandeza de España y Títulos del Reino, y consultada la Comisión Permanente del Consejo de Estado.

### Uso indebido
En los artículos 345 y 346 del antiguo Código Penal de 1973 y 30 de la Instrucción de 5 de diciembre de 1899, se definía y se castigaba como delito el uso indebido de títulos nobiliarios, pero estas disposiciones se derogaron y hoy en día en el vigente Código Penal, de 1995, estos actos no se sancionan.

## Sucesión
Clases de sucesión: 

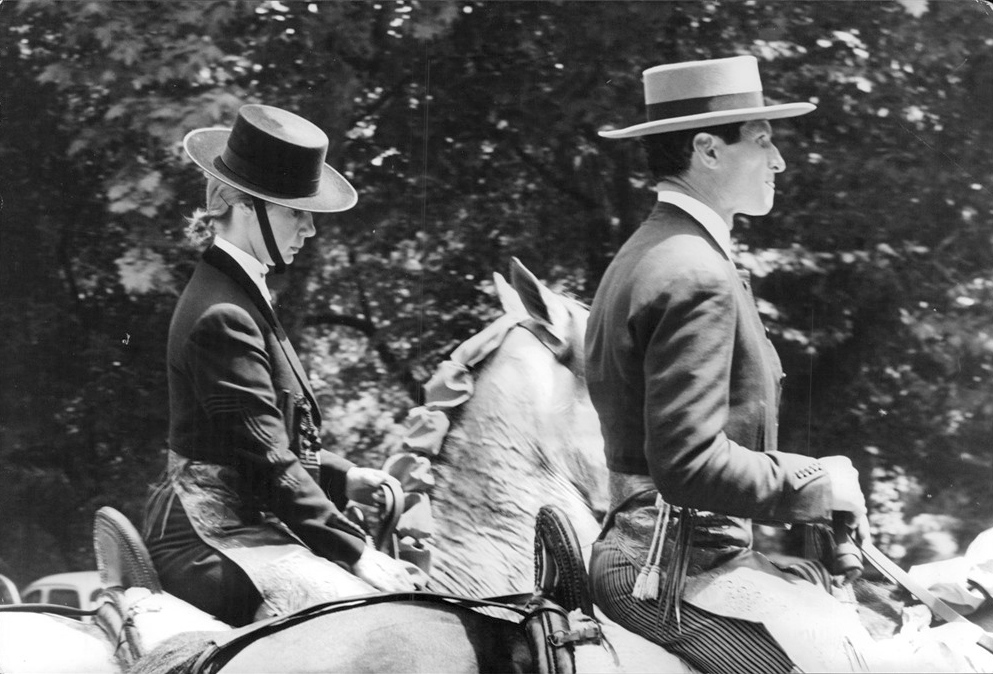
Cayetana Fitz-James Stuart, duquesa de Alba, era la persona con más títulos nobiliarios del mundo, con más de cincuenta.

- Inter vivos: Se puede trasmitir a través de la cesión que no puede perjudicar al pariente de mejor derecho y la distribución entre quien tenga varios títulos o grandezas de España en favor de sus hijos, siempre respetando el principal para el primogénito y con el consentimiento del Rey de acuerdo con los artículo 12 y 13 del decreto de 1922.
- Mortis causa: Por la muerte del poseedor de una dignidad nobiliaria en los diez primeros días. Los encargados del Registro Civil lo comunicarán al Ministerio de Justicia y los parientes con mejor derecho, en un plazo de 5 años, podrán reclamar la sucesión en un procedimiento administrativo.

## Títulos reales en España

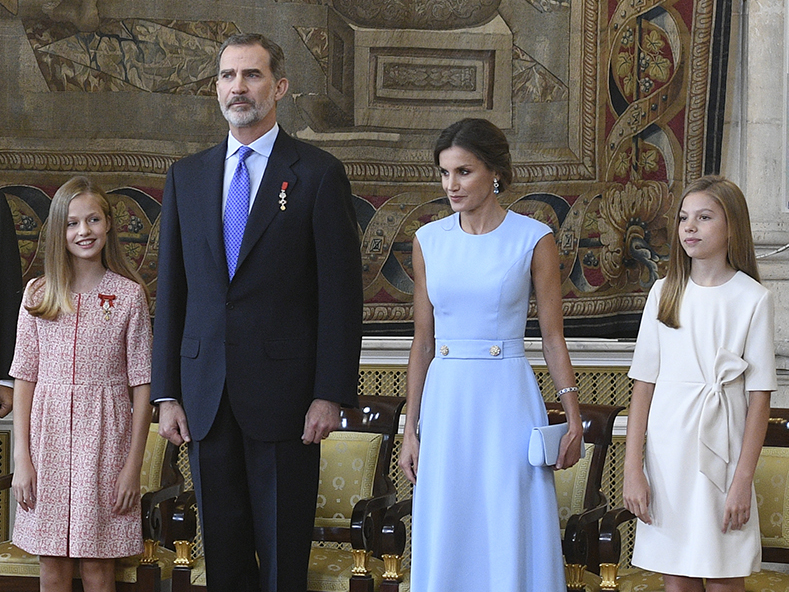
La familia real española en el Palacio Real de Madrid. De izquierda a derecha, la princesa Leonor, el rey Felipe VI, la reina Letizia y la infanta Sofía.

Los siguientes dignidades, asociadas a la Corona, no pueden considerarse «títulos nobiliarios»: 
- Rey o reina de España: es el titular de la Corona de España. Actualmente: 
  - Rey Felipe VI.

- Reina consorte de España o consorte de la reina de España. Actualmente: 
  - Reina Letizia.

- Príncipe o Princesa de Asturias: es el heredero de la Corona de España. Actualmente: 
  - Princesa Leonor.

- Infante de España: todos los hijos del rey que no tengan la dignidad de príncipe y los hijos de este tienen la condición de infante. Además, el rey tiene la facultad de conceder esta dignidad a otras personas, como hizo Juan Carlos I con Carlos de Borbón-Dos Sicilias. Actualmente: 
  - Infanta Sofía, hija menor del rey Felipe VI.
  - Infanta Elena, duquesa de Lugo, hija mayor del rey Juan Carlos I y hermana del rey Felipe VI.
  - Infanta Cristina, hija menor del rey Juan Carlos I y hermana del rey Felipe VI.
  - Infanta Margarita, duquesa de Soria y III duquesa de Hernani, hija menor del conde de Barcelona y tía del rey Felipe VI.

De acuerdo con el Real Decreto 470/2014, los padres del rey Felipe VI, Juan Carlos de Borbón y Sofía de Grecia, continuarán utilizando vitaliciamente, con carácter honorífico, los títulos de rey y reina.

### Títulos de la Casa Real
Los títulos de la Casa Real son un tipo especial de título nobiliario que no se rige por las mismas normas que el resto. Se trata de títulos graciables, concedidos por el rey a miembros de su familia con carácter vitalicio. Actualmente, dos personas están autorizadas para usar un título de la Casa Real: 
- Margarita de Borbón, duquesa de Soria.
- Elena de Borbón, duquesa de Lugo.

## Títulos nobiliarios en España

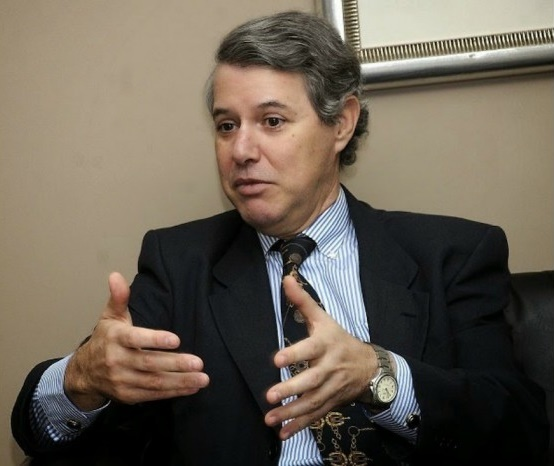
Cristóbal Colón de Carvajal y Gorosábel, Grande de España y duque de Veragua

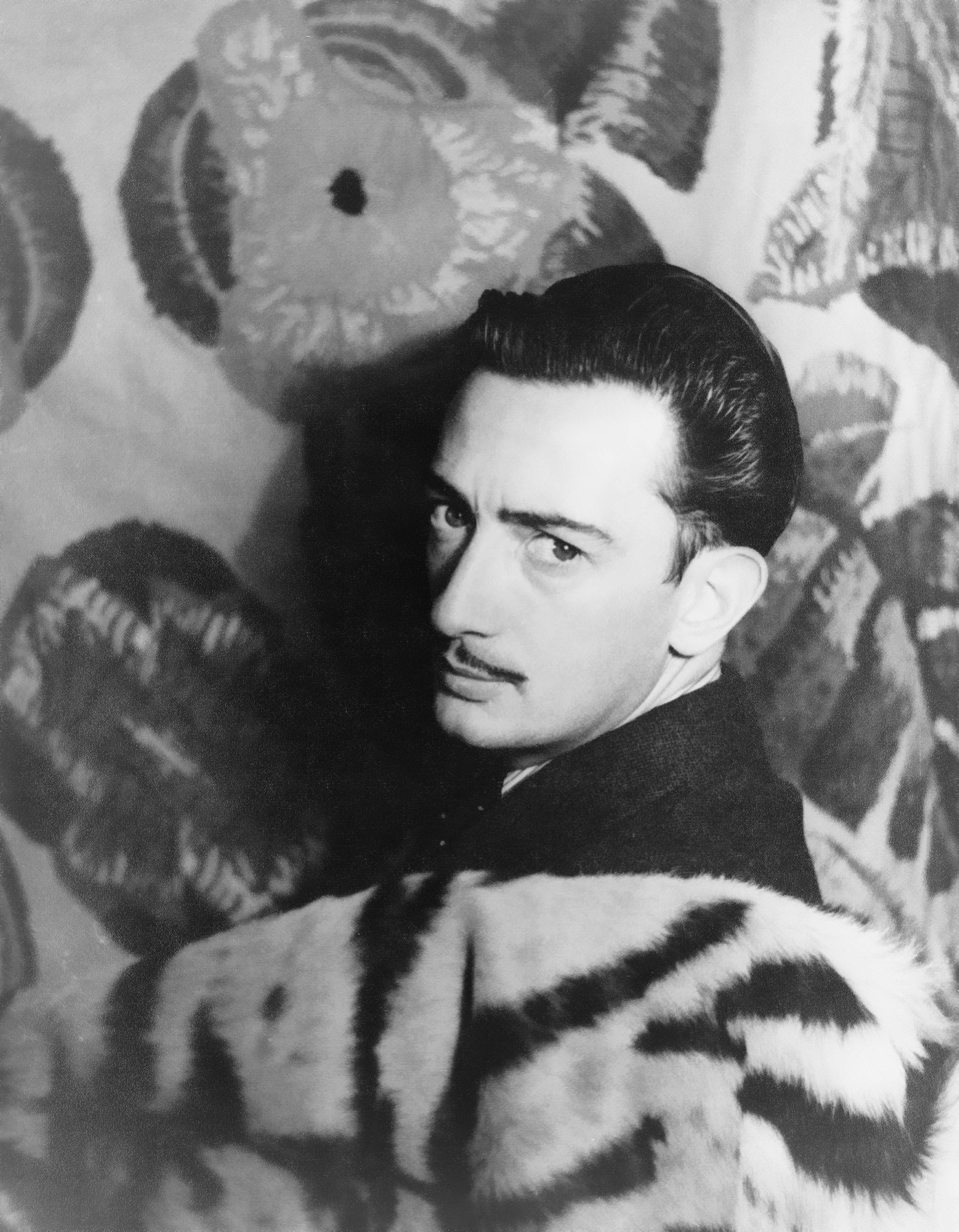
Salvador Dalí, marqués de Dalí de Púbol

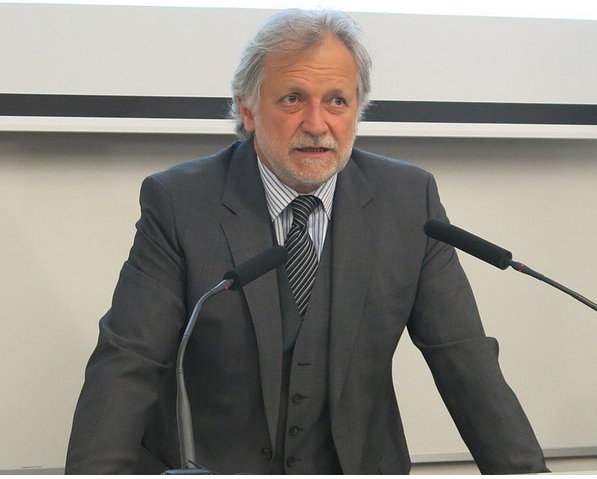
Leoncio Alonso González de Gregorio y Álvarez de Toledo, XXIX conde de Niebla y grande de España

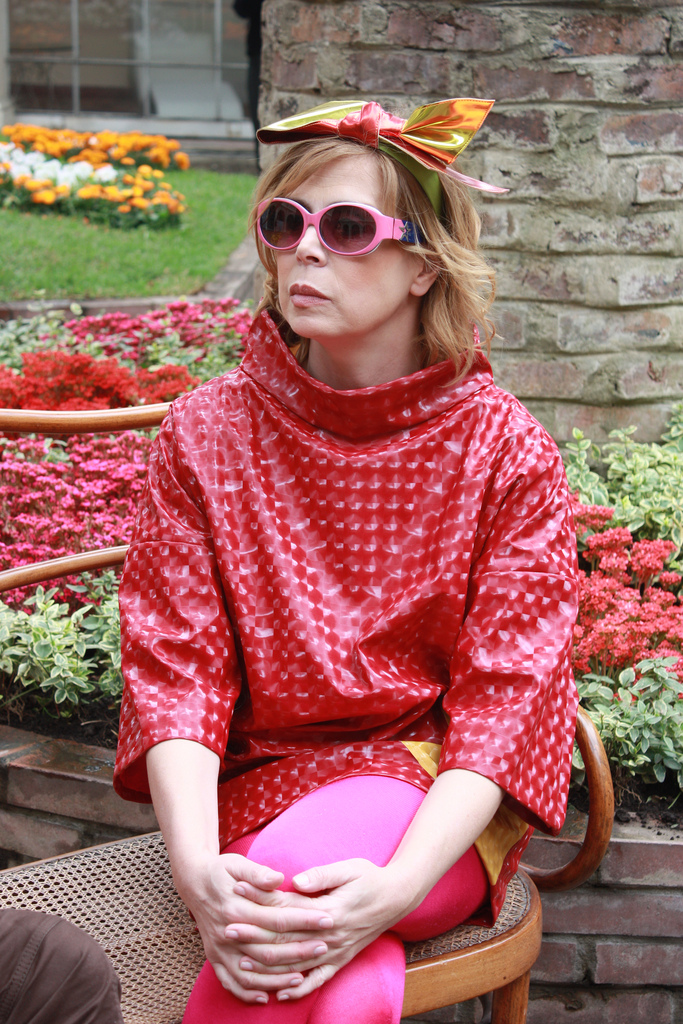
Ágatha Ruiz de la Prada, XIII marquesa de Castelldosríus y grande de España y XXIX baronesa de Santa Pau

### Grandeza de España
Aparte de las grandezas asociadas a un título, existen quienes poseen la dignidad de grande de España por separado, que igualmente se sucede sin estar vinculada. En 2022 existían seis grandezas de España personales sin título fuera de la Casa Real.

### Principado
Solo se reconocen tres principados vinculados al heredero de la Corona: el de Asturias (como heredero del Reino de Castilla), el de Gerona (como heredero del Reino de Aragón) y el de Viana (como heredero del Reino de Navarra).
Otros, como el principado de Aracena, en favor del conde-duque de Olivares, el principado de la Paz, en favor de Manuel Godoy, y el principado de Vergara, en favor de Baldomero Espartero, se suprimieron por no ser conformes con la tradición española.
Para la rehabilitación o la transformación de títulos de príncipe concedidos en territorios como en el reino de Nápoles o el reino de Sicilia, para ser conformes con la tradición española, pasan a denominarse con el título de duque o marqués, como ocurrió en el caso del principado de Santo Mauro de Nápoles (hoy ducado) o el principado de Maratea (hoy marquesado).

### Ducados
Actualmente existen 148 ducados vigentes en España. Todos los ducados tienen asociada a ellos la grandeza de España, menos el de Fernandina. De los 148, dos son ducados de la Casa Real y dos son condados-ducados (el de Olivares y el de Benavente).
Existen actualmente en España 132 duques.

### Marquesados
Actualmente existen 1330 marquesados, 137 de ellos con grandeza de España.

### Condados
Actualmente existen 894 condados, 97 de ellos con grandeza de España.

### Vizcondados
Actualmente existen 134 vizcondados, dos de ellos con grandeza de España.

### Baronías
Actualmente existen 164 baronías, dos de ellas con grandeza de España.

### Señoríos
Actualmente existen cinco señoríos que mantienen la consideración de títulos del Reino (dos de ellos con grandeza de España): el de Alconchel, el de la Casa de Lazcano (con grandeza de España), el de la Casa de Rubianes (con grandeza de España), el de la Higuera de Vargas y el de Sonseca; además existen el de Balaguer (vinculado a la princesa de Gerona) y los de Molina y de Vizcaya (pertenecientes ambos históricamente a la Corona Española).
Los demás señoríos que pudieran mantener la consideración de títulos del Reino no se han rehabilitado y han caducado. Los señoríos jurisdiccionales se abolieron en el siglo XIX. El señorío de Meirás, con grandeza de España, se suprimió el 21 de octubre de 2022 con la entrada en vigor de la Ley de Memoria Democrática.

### Otros títulos
Por no ser los tradicionales títulos nobiliarios, por voluntad expresa del monarca algunos títulos y cargos ceremoniales se convirtieron en mercedes heredadas. Estos son: almirante de Aragón, almirante y adelantado mayor de las Indias y mariscal de Alcalá del Valle.
Además, existen tres condados que llevan asociada otra dignidad especial inseparable: adelantado mayor de Andalucía, condestable de Navarra y vizconde del Dos de Mayo, asociadas respectivamente al condado de los Molares, al condado de Lerín y al condado de Velarde.

### Hidalguía
Hidalgo, hijodalgo, fidalgo (del castellano antiguo, y común en literatura) e infanzón tienen su origen en España y Portugal y es sinónimo de noble, aunque coloquialmente se utilice el término para referirse a la nobleza no titulada, como los portadores de carta de blasón de armas y los miembros de las órdenes militares españolas, de las reales maestranzas de caballería y de la Real Asociación de Hidalgos de España. A título de ejemplo cabe citar a los hidalgos a los caballeros diviseros del Solar de Tejada, a los caballeros diviseros del Solar de Valdeosera y a los caballeros diviseros de los Solares de Atienza, Mandayona y Villaseca. [cita requerida]
El contenido jurídico actual de la hidalguía es el derecho a usar el escudo de sus antepasados y sólo se reconoce a los hidalgos del Solar de Tejada mediante la Orden de 18 de febrero de 1981.

### Títulos otorgados por pretendientes
Se han reconocido títulos otorgados por los pretendientes carlistas Carlos María Isidro (Carlos V), Carlos de Borbón (Carlos VII) y el archiduque Carlos III. Los primeros se permiten debido a que la ley de 8 de marzo de 1948 permite expresamente la rehabilitación de títulos concedidos por los pretendientes de la rama tradicionalista[cita requerida], y el último ha sido entendido como monarca español.
En conformidad con la posición de la Diputación Permanente y Consejo de la Grandeza de España y Títulos del Reino, «Don Juan de Borbón, Conde de Barcelona, concedió el uso del título de Condesa de Odiel a Cristina de Baviera, hija del Infante Don José Eugenio de Baviera, pero tal título se consideró de mera cortesía y nunca fue oficialmente reconocido, ni siquiera cuando en España se restableció la Monarquía, porque se había concedido por quien no reinaba efectivamente en una parte al menos del territorio español.» «Este mismo criterio se siguió por el Consejo de Estado español a los títulos carlistas cuando en 1948 se reconoció oficialmente su existencia: Si el título se había concedido por un rey carlista cuando ejercía soberanía efectiva sobre una parte del territorio español, el título se podía reconocer; pero si lo había concedido en el exilio cuando ya las guerras carlistas habían terminado y el rey pretendiente ya no ocupaba parte alguna del territorio español, el título no se reconocía.»

### Títulos otorgados por regentes
También concedieron títulos, en calidad de regentes, las reinas María Cristina de Borbón-Dos Sicilias (madre de Isabel II) y María Cristina de Habsburgo-Lorena (madre de Alfonso XIII) y los generales Francisco Serrano, Baldomero Espartero y Francisco Franco.

### Títulos extranjeros
Hay también cerca de 39 títulos extranjeros autorizados por el Ministerio de Justicia; 31 son títulos pontificios (como el marquesado de Camps y el marquesado de Lacy) y ocho son títulos otorgados por reyes extranjeros, como el conde de San Simón (título francés) y el ducado de Berwick (título inglés).
También existe el marquesado de Olivara (título sanmarinense).
Es necesario siempre demostrar que tienen una significación valiosa para España y aportar la carta de concesión y el árbol genealógico que enlace con el primer titular. El procedimiento de reconocimiento se regula en los artículos 17 y siguientes del Real Decreto de 27 de mayo de 1912.

## Historia

### Clases de títulos según su origen
Tradicionalmente, y hasta el fin del Antiguo Régimen (aproximadamente 1833), los títulos nobiliarios en España se clasificaban en «títulos de Castilla» (en los que se incluían los de las Indias: América y Filipinas), «títulos de Aragón» (en los que se incluían los de Cerdeña) y «títulos de Navarra». Los monarcas españoles concedieron igualmente títulos en los Estados que pertenecieron a la Monarquía Hispánica (Portugal, Flandes, Milán, Cerdeña, Sicilia y Nápoles). Después de que estos territorios dejaron de pertenecer a España, se habilitó la opción de reconocer sus títulos como españoles mediante el proceso de rehabilitación, sin necesidad de hacer una nueva concesión de la merced. Paralelamente ha habido casos de títulos extranjeros (como el ducado de la Conquista, creado por Carlos VII de Nápoles, después Carlos III de España) que, al no ser concedidos por un monarca que fuera al mismo tiempo rey de España, han podido pasar a formar parte de la nobleza legal española al convertirse en título de Castilla y considerarse el nuevo poseedor del título su primer titular.

### Títulos carlistas
Los diferentes pretendientes carlistas concedieron títulos nobiliarios, no reconocidos por el Estado, como reconocimiento de los servicios prestados a su causa. Cuando Franco restableció la legislación nobiliaria en 1947, dio la opción a reconocer los títulos carlistas rehabilitándolos a sus descendientes. Esta práctica se ha mantenido en democracia con la condición de que el título fuera concedido por un pretendiente que controlara parte del territorio de España en el momento de la concesión. Se han reconocido títulos creados por el infante Carlos María Isidro, autodenominado Carlos V, y por su nieto Carlos de Borbón y Austria-Este, pretendiente como Carlos VII.

### Títulos nobiliarios del franquismo
En agosto de 2019, el último marqués de San Leonardo de Yagüe se pronunció acerca de la posibilidad de que se suprimiese el título en virtud de una proposición del PSOE, partido que abogó por «suprimir» los títulos nobiliarios concedidos entre 1948 y 1977 «que representen la exaltación de la guerra civil española y la dictadura franquista». Concretamente, afirmó que el título solo supone un «reconocimiento» y no tiene aparejada «ninguna cuestión material». Su hermana, presidenta de la Fundación Yagüe, calificó el hecho como «algo aberrante y ridículo».
El gobierno de Pedro Sánchez finalmente retiró casi todos los títulos nobiliarios concedidos durante el franquismo hasta 1977 el 21 de octubre de 2022.

### Títulos concedidos por Juan Carlos I

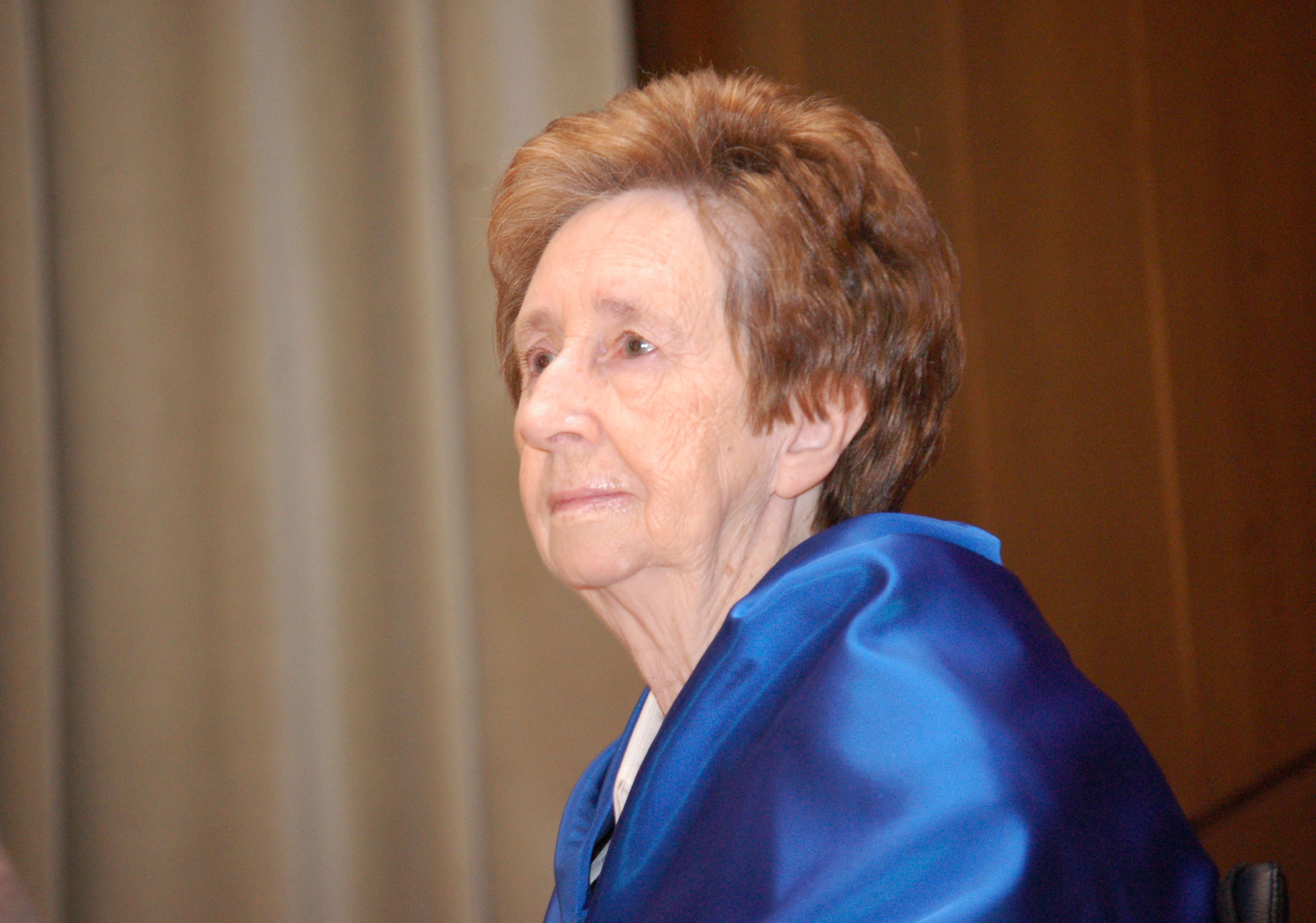
Margarita Salas, marquesa de Canero, concedido por el rey Juan Carlos I en el 2008.

Hasta su abdicación en 2014, el rey Juan Carlos I otorgó 49 títulos nobiliarios, cinco grandezas de España adicionales y un infantazgo a personalidades de la vida política, cultural y económica de España, entre ellos el ducado de Franco a Carmen Franco Polo, hija del dictador Franco; el ducado de Suárez al expresidente del Gobierno Adolfo Suárez; el marquesado de Iria Flavia al premio nobel de Literatura Camilo José Cela; el marquesado de Vargas Llosa al también premio nobel de Literatura de 2010 Mario Vargas Llosa; el marquesado del Pedroso de Lara al editor José Manuel Lara Hernández; la baronía de Perpiñá a Roser Rahola d'Espona, viuda del historiador Jaime Vicens Vives; el marquesado de los Jardines de Aranjuez al compositor Joaquín Rodrigo; el marquesado de Marañón en memoria del ilustre endocrinólogo e intelectual Gregorio Marañón; el marquesado de Oró al investigador y bioquímico catalán Juan Oró; el marquesado de Tápies al pintor y escultor Antoni Tàpies; el marquesado de Fuster al cardiólogo Valentín Fuster y el marquesado de Del Bosque al exentrenador de la Selección Nacional de Fútbol española Vicente del Bosque.
El rey Juan Carlos I también otorgó sendos títulos ducales a sus hijas, las infantas Elena y Cristina, a la primera el ducado de Lugo y a la segunda el de Palma de Mallorca. Sin embargo, estos últimos son títulos de la Casa Real concedidos con carácter vitalicio, por lo que, tras el fallecimiento de sus titulares, los títulos revertirán en la Corona y los herederos no podrán ostentarlos.

### Títulos concedidos por Felipe VI
En sus primeros once años de reinado, Felipe VI no otorgó ningún título nobiliario. En este tiempo, solo rehabilitó algunos como el ducado de Fernandina, el marquesado de Murillo y el condado de Torre Alegre. Asimismo, revocó un título nobiliario, el ducado de Palma de Mallorca, que revirtió a la Corona por ser un título de la Casa Real.
El 19 de junio de 2025, con motivo del XI aniversario de su proclamación, el rey Felipe otorgó sus primeros títulos nobilarios, siendo estos el marquesado de Alfonsín, con grandeza de España, a Jaime Alfonsín, exjefe de su Real Casa, el marquesado del Llevant de Mallorca al extenista Rafael Nadal, el marquesado de Perales a la nadadora Teresa Perales, el marquesado de Luz y Paz a la cantante Luz Casal, el marquesado de Castillo de Lerés al bioquímico Carlos López Otín, y el marquesado del Valle de Alcudia a la fotógrafa Cristina García Rodero.